# Niki Caro

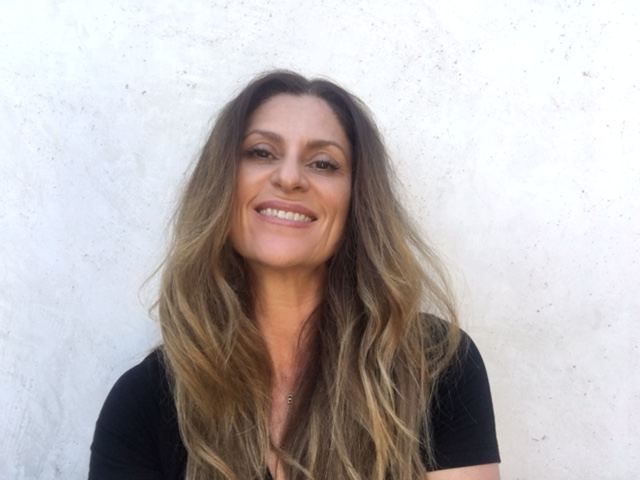
Niki Caro (2017)

Niki Caro (* 1967 in Wellington) ist eine neuseeländische Filmregisseurin und Drehbuchautorin.

## Leben und Karriere

### Ausbildung und erster Kurzfilm
Niki Caro wurde im Jahr 1967 in der neuseeländischen Hauptstadt Wellington geboren. Nach ihrem Bachelor-Abschluss an der Elam School of Fine Arts in Auckland, absolvierte sie ein Diplom-Studium an der Swinburne School of Film and Television in Melbourne, Australien. Ihr Regiedebüt feierte sie 1994 mit dem 13-minütigen Kurzfilm Sure to Rise, der im selben Jahr bei den Filmfestspielen von Cannes seine Premiere feierte. Die bizarre Liebesgeschichte um eine Frau, die einen verletzten Fallschirmspringer gesund pflegt, war in Cannes für die Goldene Palme in der Kategorie Bester Kurzfilm nominiert und wurde sieben Jahre später mit sechs weiteren neuseeländischen Kurzfilmen unter dem Titel Dark Stories: Tales From Beyond the Grave veröffentlicht. Footage, ein Kurzfilm über das Thema Schuhfetischismus, wurde 1996 in der offiziellen Auswahl des Filmfestivals von Venedig gezeigt.
1997 folgte Niki Caros Langfilmdebüt. Das Liebesdrama Memory & Desire, zu dem sie auch das Drehbuch schrieb, spielt in Tokio und handelt von der jungen Japanerin Sayo, die sich in Keiji verliebt. Obwohl Keijis Mutter gegen die Beziehung ist heiraten beide und verbringen ihre Hochzeitsreise auf einer Rucksacktour quer durch Neuseeland. Erst nach und nach bemerkt die junge Frau, dass ihr Ehemann Probleme hat mit ihr intim zu werden. Obwohl Sayo über die sexuelle Unzulänglichkeit ihres Ehemannes tief gekränkt ist, wartet sie geduldig auf Keiji, der jedoch bei einem Badeunfall im Meer ertrinkt. Aus Kummer und Gram sucht die junge Frau nach der Beerdigung ihres Ehemannes erneut den Ort des tragischen Unfalls auf.
Der englischsprachige Film wurde im Rahmen der Kritikerwoche in Cannes gezeigt und beim Filmfestival von Stockholm als Bester Film nominiert. 1999 wurde Memory & Desire bei den New Zealand Film and Television Awards mit vier Preisen ausgezeichnet. Neben der Trophäe für den besten Film und dem Preis für die Hauptdarstellerin Yuri Kinugawa als beste ausländische Schauspielerin, wurde Niki Caro für ihre zweite Regiearbeit mit dem Spezialpreis der Jury ausgezeichnet.

### Durchbruch mit Whale Rider
International sorgte die neuseeländische Regisseurin fünf Jahre später für Aufsehen, als sie 2002 die Regie des Dramas Whale Rider übernahm. Der 1987 veröffentlichten Romanvorlage des Autors Witi Ihimaera liegt eine tausend Jahre alte neuseeländische Legende zu Grunde, die besagt, dass der Māori Paikea, ein Mitglied des Whangara-Stammes, auf dem Rücken eines Wales ritt und so vor dem Ertrinken gerettet wurde. Jahrhunderte später, in der Neuzeit, glaubt die 11-jährige Pai, eine entfernte Nachfahrin von Paikea, dass sie vom Schicksal auserwählt ist das neue Oberhaupt der Whangara zu werden. Dem ablehnend gegenüber steht ihr Großvater Koro, ein alter Patriarch, der traditionell nur einen männlichen Nachfolger akzeptieren will. Der 6 Mio. Neuseeland-Dollar (ca. 3,5 Mio. Euro) teure Film avancierte zum weltweiten Publikumserfolg und Kritikerliebling. Whale Rider gewann 28 internationale Festival- und Kritikerpreise, darunter den renommierten britischen Filmpreis BAFTA für den besten Kinderspielfilm. 2004 wurde die aus 10.000 Bewerbern ausgewählte 14-jährige Hauptdarstellerin Keisha Castle-Hughes als bisher jüngste Schauspielerin in der Geschichte der Oscars für einen Oscar als Beste weibliche Darstellerin nominiert. Caro wurde im selben Jahr auf der ShoWest-Konferenz der US-amerikanischen Kinobesitzer als Internationale Filmemacherin des Jahres geehrt.
Der große Erfolg von Whale Rider machte Produzenten in Hollywood auf Niki Caro aufmerksam. 2005 wurde die Regisseurin für den Film Kaltes Land verpflichtet. Das Drama basiert auf dem Buch Class Action von Clara Bingham und Laura Leedy Gansler und schildert den ersten erfolgreichen Prozess einer Frau, die Mitte der 1980er Jahre ihren Arbeitgeber wegen sexueller Belästigung am Arbeitsplatz verklagt. Kaltes Land, in dem Kritiker vor allem die schauspielerische Leistung der Hauptdarstellerin Charlize Theron heraushoben, wurde im US-amerikanischen Minnesota und New Mexico gedreht. 2006 wurden sowohl Theron als auch Nebendarstellerin Frances McDormand für den Oscar als Beste Haupt- bzw. Nebendarstellerin nominiert.
Zu den weiteren Arbeiten von Niki Caro gehören außerdem die Fernseh-Produktionen The Summer the Queen Came, eine Studie über die Kompliziertheit des Vorstadtlebens, und das Montana-Sunday-Theatre-Drama Plain Tastes, bei denen sie Regie führte und das Drehbuch schrieb. Für beide Filme erhielt Niki Caro 1994 bzw. 1997 Nominierungen bei den New Zealand Film and Television Awards, u. a. als beste Regisseurin und Drehbuchautorin.
Die Filmemacherin ist mit dem Architekten Andrew Lister verheiratet, mit dem sie ein Kind hat.

## Filmografie

### Regisseurin
- 1994: Sure to Rise
- 1997: Memory & Desire
- 2002: Whale Rider
- 2005: Kaltes Land (North Country)
- 2009: The Vintner’s Luck
- 2015: City of McFarland (McFarland, USA)
- 2017: Die Frau des Zoodirektors (The Zookeeper’s Wife)
- 2020: Mulan
- 2023: The Mother

### Drehbuchautorin
- 1994: Sure to Rise
- 1997: Memory & Desire
- 2002: Whale Rider

## Auszeichnungen

### BAFTA Award
- 2003: Childrens’ Award - Bester Spielfilm für Whale Rider

### Weitere
Internationale Filmfestspiele von Cannes
- 1994: nominiert für die Goldene Palme für den Besten Kurzfilm für Sure to Rise

Chicago International Children’s Film Festival
- 2003: Children’s Jury Award für Whale Rider

Chlotrudis Awards
- 2004: nominiert in der Kategorie Bestes adaptiertes Drehbuch für Whale Rider

Cinemanila International Film Festival
- 2003: Spezieller Jurypreis für Whale Rider

Golden Satellite Awards
- 2004: nominiert in der Kategorie Bester Regisseur für Whale Rider
- 2004: nominiert in der Kategorie Bestes adaptiertes Drehbuch für Whale Rider

Humanitas Prize
- 2003: Humanitas Prize für Whale Rider

Independent Spirit Awards
- 2004: Preis für den Besten ausländischen Film für Whale Rider

Festival Internacional de Cine Contemporáneo de la Ciudad de México
- 2004: Spezialpreis für Whale Rider

New Zealand Film and TV Awards
- 1999: Spezieller Jurypreis für Memory & Desire
- 2003: Beste Regisseurin für Whale Rider
- 2003: Bestes adaptiertes Drehbuch für Whale Rider

Online Film Critics Society Awards
- 2004: nominiert in der Kategorie Bester Nachwuchsregisseur für Whale Rider

International Film Festival Rotterdam
- 2003: Publikumspreis für Whale Rider

San Francisco International Film Festival
- 2003: Publikumspreis für Whale Rider

San Sebastián International Film Festival
- 2003: nominiert für den Besten Film für Whale Rider

Seattle International Film Festival
- 2003: Beste Regisseur für Whale Rider

ShoWest Convention
- 2004: Internationale Filmemacherin des Jahres

Stockholm International Film Festival
- 1998: nominiert für den Besten Film für Memory & Desire

São Paulo International Film Festival
- 2003: Internationaler Jurypreis für Whale Rider

Toronto International Film Festival
- 2002: Publikumspreis für Whale Rider